# Privolzhsky (huyện của Astrakhan)
Huyện Privolzhsky (tiếng Nga: ? райо́н) là một huyện hành chính tự quản (raion), của Tỉnh Astrakhan, Nga. Huyện có diện tích 806 kilômét vuông, dân số thời điểm ngày 1 tháng 1 năm 2000 là 41100 người. Trung tâm của huyện đóng ở Nachalovo.